# Emem
Emem, nom de plume de Mathieu Ménage, né le 17 juin 1977, est un auteur de bande dessinée et illustrateur français.

## Biographie
Il est sélectionné au Festival d'Angoulême 2019 pour Les Déracinés, premier tome de la série Renaissance.